# Martin Gastl
Martin Gastl (* 18. Oktober 1988 in Schwaz in Tirol) ist ein österreichischer Skibobfahrer aus Münster (Tirol).
Martin Gastl ist ein Skibobfahrer des österreichischen Nationalteams, trainiert von Petra Gamper. Der Absolvent der HTL Anichstraße ist gemeldet beim SBC-Münster. Seine größten Erfolge feierte Gastl bisher in der Jugendklasse. Zurzeit ist er beim Bundesheer im HLSZ 04 Linz stationiert.

## Erfolge
Im Jahr 2006 erreichte er bei den Skibob-Weltmeisterschaften in Grächen zwei Mal den Weltmeistertitel (Super-G, Kombination) in der Jugendklasse.
Bei der Skibob-WM 2007 in Aigen im Mühlkreis gewann er den Titel in den Disziplinen Abfahrt, Super-G, Slalom und Kombination.
Zusätzlich hat er den Jugend-Europacup in den Jahren 2006 und 2007 für sich entscheiden können.